# Структура ДССЗЗІ України

Емблема ДССЗЗІ України.

Державна служба спеціального зв'язку та захисту інформації є державним органом, який призначений для забезпечення функціонування і розвитку державної системи урядового зв'язку, Національної системи конфіденційного зв'язку, формування та реалізації державної політики у сферах криптографічного та технічного захисту інформації, телекомунікацій, користування радіочастотним ресурсом України, поштового зв'язку спеціального призначення, урядового фельд'єгерського зв'язку, а також інших завдань відповідно до закону. 
Державна служба спеціального зв'язку та захисту інформації України спрямовує свою діяльність на забезпечення національної безпеки України від зовнішніх і внутрішніх загроз та є складовою сектору безпеки і оборони України.

## Структура
Територіальні органи:
- Головне управління урядового зв’язку Держспецзв’язку (м. Київ, вул. Солом’янська, 13)
- 23 Управління Держспецзв’язку у Вінницькій, Волинській, Дніпропетровській, Донецькій, Житомирській, Закарпатській, Запорізькій, Івано-Франківській, Кіровоградській, Луганській, Львівській, Миколаївській, Одеській, Полтавській, Рівненській, Сумській, Тернопільській, Харківській, Херсонській області/Автономній Республіці Крим та м. Севастополі, Хмельницькій, Черкаській, Чернівецькій, Чернігівській областях.

Територіальні підрозділи:
- 2-й територіальний вузол урядового зв’язку (м. Харків, пров. Куряжанський, 1-ж)
- 3-й територіальний вузол урядового зв’язку (Полтавська область, м. Миргород, вул. Гоголя, 179)
- 4-й територіальний вузол урядового зв’язку (м. Рівне, вул. Соборна, 320)
- 8-й територіальний вузол урядового зв’язку (Одеська область, Біляївський р-н, с. Набережне)
- 10-й територіальний вузол урядового зв’язку (Житомирська область, Романівський р-н, смт. Миропіль, вул. Паркова, 1)

Заклади та установи:
- Державний центр кіберзахисту Держспецзв'язку (м. Київ, вул. Юрія Іллєнка, 83-б)
- Управління охорони Держспецзв’язку (м. Київ, вул. Залізняка, 3)
- Департамент забезпечення Держспецзв’язку (м. Київ, вул. Залізняка, 3)
- Медичний центр Держспецзв'язку (м. Київ, вул. Солом’янська, 13)
- Інститут спеціального зв'язку та захисту інформації Національного технічного університету України «Київський політехнічний інститут імені І. Сікорського» (м. Київ, вул. Верхньоключова, 4)
- Державний науково-дослідний інститут технологій кібербезпеки та захисту інформації (м. Київ, вул. Залізняка, 6)
- Галузевий державний архів Держспецзв’язку (м. Київ, вул. Залізняка, 6)
- Національний центр оперативно-технічного управління мережами телекомунікацій Держспецзв’язку (м. Київ, вул. Солом’янська, 13)

Підприємства:
- Концерн радіомовлення, радіозв'язку та телебачення (м. Київ, вул. Дорогожицька, 10)
- Державне підприємство по розповсюдженню періодичних видань «Преса» (м. Київ, вул. Георгія Кірпи, 2-а)
- Державне підприємство спеціального зв’язку (м. Київ, пл. Вокзальна, 3)
- ПАТ «Український інститут із проектування і розвитку інформаційно-комунікаційної інфраструктури «Діпрозв’язок» (м. Київ, вул. Солом’янська, 3)
- ДП «Український науково-дослідний інститут зв’язку» (м. Київ, вул. Солом’янська, 3)
- ДП «Харківський обласний радіотелевізійний передавальний центр» (м. Харків, вул. Дерев’янка, 1-а)
- ДП «Одеський обласний радіотелевізійний передавальний центр» (м. Одеса, дорога Фонтанська, 3)
- ДП «Радіотелевізійний передавальний центр Автономної Республіки Крим» (м. Херсон, вул. Перекопська, 5)
- ДП «Радіопередавальний центр» (Київська область, м. Бровари, вул. Кутузова, 6)
- ДП «Український науково-дослідний інститут радіо і телебачення» (м. Одеса, вул. Буніна, 31)
- ДП «Одеський науково-дослідний інститут зв'язку» (м. Одеса, вул. Буніна, 23)
- ДП «Державний інститут по розвідуванню і проектуванню об’єктів зв’язку «Укрзв’язокпроект» (м. Одеса, вул. Ніжинська, 44)
- ДП
«Українські спеціальні системи» (м. Київ, вул. Юрія Іллєнка, 83-б)
- Державне госпрозрахункове підприємство «Укрінформзв’язок» (м. Київ, вул. Юрія Іллєнка, 83-б)
- Казенне підприємство «Укрспецзв’язок» (м. Київ, вул. Л. Толстого, 16/18)

## Розформовані
- 37-й навчальний центр зв'язку,  в/ч А2228, A0710 (82-га[5] вища школа молодших спеціалістів зв'язку ракетних військ стратегічного призначення, в/ч 73903, РВСП) м. Павлоград, полковник Микола Шаталов - 2004[6][7][8][9][10]